# Bjørn Alterhaug

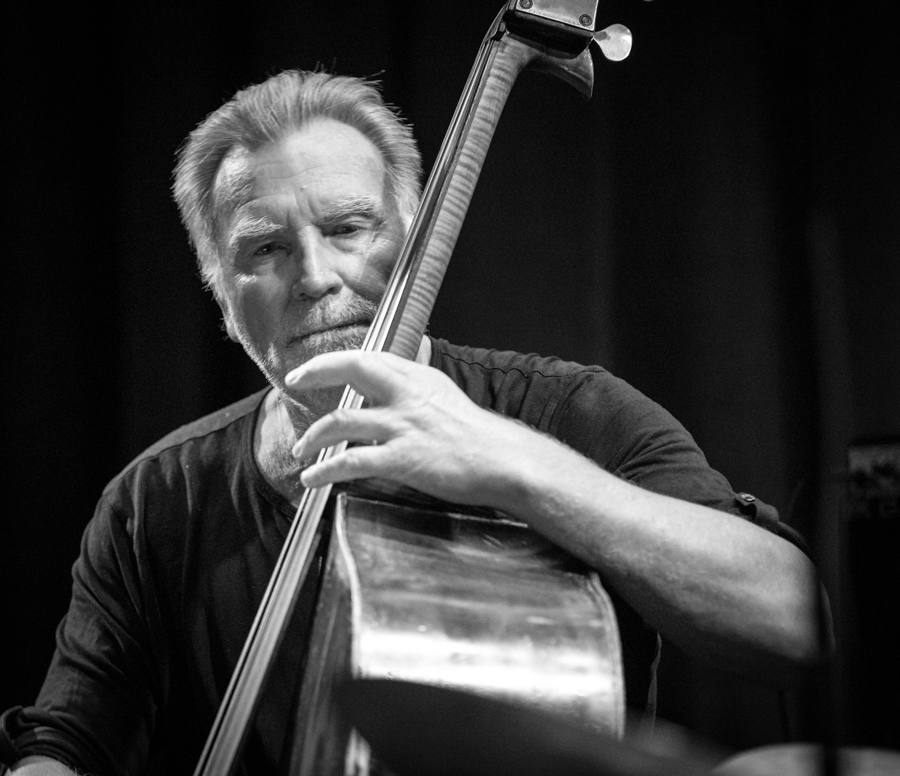
Bjørn Alterhaug (2017)

Bjørn Alterhaug (* 3. Juni 1945 in Mo i Rana) ist ein norwegischer Jazzmusiker (Kontrabass, Komposition).

## Leben und Wirken

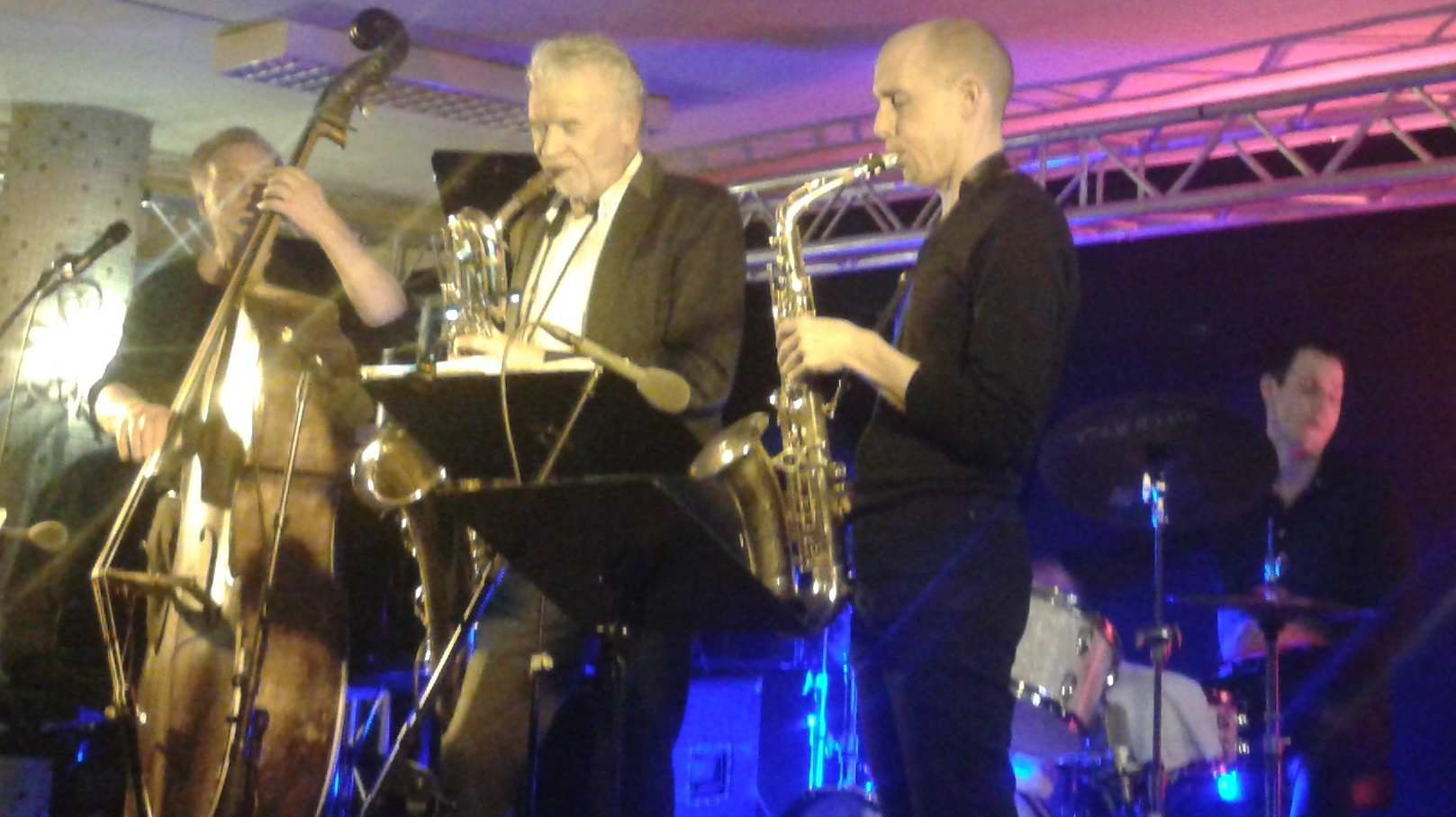
Das Bjørn-Alterhaug-Quintett 2016

Alterhaug studierte ab 1966 Musik an der Universität von Trondheim. Er begleitete bald Jazzgrößen wie Joe Henderson, Lee Konitz, Chet Baker, Dexter Gordon, Lucky Thompson und Ben Webster bei ihren Gastauftritten in Norwegen und wurde 1975 mit dem Buddyprisen ausgezeichnet.
Seit 1970 ist er auch als Komponist aktiv. Unter seinen mehr als 150 Kompositionen finden sich Stücke für Jazz-Bigband, norwegische Volksmusik und moderne Kammermusik. Beim 25. Festival von Nordnorwegen war er der Festivalkomponist. Außerdem wirkte er bis zur Emeritierung 2012 an der Universität Trondheim als Musikprofessor.
Alterhaug veröffentlichte unter eigenem Namen fünf Alben als Bandleader: Moments (1979), A Ballad (1986), Constellations (bei Odin, 1991), Songlines (2009) und Innocent Play (2014). Für das Album Moments wurde er 1980 mit dem Spellemannprisen ausgezeichnet. Als Sideman arbeitete er u. a. mit Asmund Bjørken, Thorgeir Stubø, Ivar Antonsen, Tore Johansen, John Pål Inderberg, Hilde Hefte, Hallgeir Pedersen, Warne Marsh, Bjørn Johansen, Egil Kapstad, Bodil Niska, Siri Svale, Chet Baker, Karin Krog und Terje Bjørklund.

## Diskografische Hinweise
- Moments (1979)
- A Ballad (1986)
- Some Other Time (1991), mit Bjørn Johansen, Frode Thingnæs, Laila Dalseth, Ole Jacob Hansen und Egil Kapstad
- Constellations (1991)
- Lee Konitz, John Pål Inderberg, Erling Aksdal jr., Bjørn Alterhaug Steps Toward's a Dream (1995)
- Songlines (2009)
- Innocent Play (2014)